# 464 (numero)
Quattrocentosessantaquattro (464) è il numero naturale dopo il 463 e prima del 465.

## Proprietà matematiche
- È un numero pari.
- È un numero composto.
- È un numero abbondante.
- È un numero felice.
- È un numero palindromo nel sistema di numerazione posizionale a base 9 (565) e nel sistema numerico decimale.
- È un numero pratico.
- È un numero congruente.
- È parte delle terne pitagoriche (320, 336, 464), (348, 464, 580), (464, 777, 905), (464, 870, 986), (464, 1650, 1714), (464, 1827, 1885), (464, 3348, 3380), (464, 6720, 6736), (464, 13452, 13460), (464, 26910, 26914), (464, 53823, 53825).

## Astronomia
- 464P/PANSTARRS è una cometa periodica del sistema solare.
- 464 Megaira è un asteroide della fascia principale.
- NGC 464 è una stella doppia della costellazione di Andromeda.

## Astronautica
- Cosmos 464 è un satellite artificiale russo.